# Saint-Sauveur (Alta Saona)
Saint-Sauveur è un comune francese di 2 182 abitanti situato nel dipartimento dell'Alta Saona nella regione della Borgogna-Franca Contea.

## Società

### Evoluzione demografica
Abitanti censiti